# Aljamain Sterling
Aljamain Antoine Sterling (Uniondale, 31 luglio 1989) è un lottatore di arti marziali miste statunitense.
Combatte nella divisione dei pesi piuma per la promozione UFC. È considerato uno dei combattenti più forti della storia della divisione dei pesi gallo, dove è stato campione dal 7 Marzo 2021 per una squalifica ai danni del russo Petr Yan, difendendo il titolo in tre occasioni, perdendolo poi contro Sean O'Malley. In precedenza ha vinto il titolo di categoria nella promozione Cage Fury Fighting Championships.

## Biografia
Aljamain Antoine Sterling nasce nel 1989 a Uniondale, cittadina dello stato di New York a Long Island, da genitori di origine giamaicana

## Carriera nelle arti marziali miste

### Ultimate Fighting Championship
Compie il suo debutto in UFC il 22 febbraio 2014, all'evento UFC 170, vincendo al termine dei 3º round per decisione unanime contro l'americano Cody Gibson.
Ritorna nell'ottagono il 16 luglio dello stesso anno nella card UFC Fight Night: Cerrone vs. Miller, vincendo per TKO ai danni del fighter brasiliano Hugo Viana. Successivamente era in procinto di sfidare Mitch Gagnon all'evento UFC Fight Night: MacDonald vs. Saffiedine del 4 ottobre 2014. Sterling si ritirò prima della contesa a causa di un infortunio e fu sostituito da Rob Font.
Dopo un veloce recupero, Sterling fu rapidamente inserito nella card di UFC Fight Night 55 per combattere Frankie Saenz l'8 novembre. Saenz fu però costretto a ritirarsi dall'evento ed inizialmente venne scelto il debuttante Michael Imperato come suo possibile sostituto. Anche Imperato fu tuttavia rimosso e Sterling si ritrovò quindi senza avversario, dovendo essere costretto a ritirarsi anch'egli dall'evento.
Sterling avrebbe dovuto combattere l'armeno Manvel Gamburyan il 18 aprile 2015 all'evento UFC on Fox 15. Tuttavia, Gamburyan si ritirò poco prima della sfida e venne sostituito dal giapponese Takeya Mizugaki. Dopo un match combattuto, Sterling si impose via sottomissione alla terza ripresa.
Il 10 dicembre affrontò Johnny Eduardo a UFC Fight Night 80, trionfando via sottomissione al secondo round.
A maggio del 2016 affrontò Bryan Caraway, venendo sconfitto per decisione non unanime.
Streling avrebbe dovuto affrontare Raphael Assunção il 9 dicembre del 2016. Tuttavia, Streling subì un infortunio il 23 novembre, facendo saltare l'intero incontro. Il match venne riorganizzato per il 28 gennaio del 2017, all'evento UFC on Fox: Shevchenko vs. Peña.
Il 6 Giugno 2020 dopo una striscia di 4 vittorie consecutive affronta il contendente nº4 dei ranking pesi gallo Cory Sandhagen ad UFC 250. Vince per sottomissione al 1º round ed ottiene la title shot.
Campione dei pesi gallo UFC
Il 7 Marzo del 2021 affronta il russo Petr Yan per il titolo dei pesi gallo all'evento UFC 259, nel primo dei tre match titolati, vincendo seppur per squalifica causata da una ginocchiata illegale da parte del fighter russo al 4º round, la cintura UFC dei pesi gallo.

## Risultati nelle arti marziali miste
| Risultato | Record | Avversario       | Metodo                             | Evento                                 | Data             | Round | Tempo | Città                          | Note                                        |
| --------- | ------ | ---------------- | ---------------------------------- | -------------------------------------- | ---------------- | ----- | ----- | ------------------------------ | ------------------------------------------- |
| Sconfitta | 24-5   | Movsar Evloev    | Decisione (unanime)                | UFC 310                                | 7 dicembre 2024  | 3     | 5:00  | Las Vegas, Stati Uniti         |                                             |
| Vittoria  | 24-4   | Calvin Kattar    | Decisione (unanime)                | UFC 300                                | 13 aprile 2024   | 3     | 5:00  | Las Vegas, Stati Uniti         | Ritorno nei pesi piuma                      |
| Sconfitta | 23-4   | Sean O'Malley    | KO tecnico (pugni)                 | UFC 292                                | 19 agosto 2023   | 2     | 0:51  | Boston, Stati Uniti            | Perde il titolo pesi gallo UFC.             |
| Vittoria  | 23-3   | Henry Cejudo     | Decisione (non unanime)            | UFC 288: Sterling vs. Cejudo           | 6 maggio 2023    | 5     | 5:00  | New York, Stati Uniti          | Difende il titolo pesi gallo UFC.           |
| Vittoria  | 22-3   | TJ Dillashaw     | KO Tecnico (pugni)                 | UFC 280                                | 22 ottobre 2022  | 2     | 3:44  | Abu Dhabi, Emirati Arabi Uniti | Difende il titolo pesi gallo UFC.           |
| Vittoria  | 21-3   | Petr Yan         | Decisione (non unanime)            | UFC 273                                | 9 aprile 2022    | 5     | 5:00  | Jacksonville, Stati Uniti      | Difende e unifica il titolo pesi gallo UFC. |
| Vittoria  | 20-3   | Petr Yan         | DQ (ginocchiata illegale)          | UFC 259: Błachowicz vs. Adesanya       | 6 marzo 2021     | 4     | 4:29  | Las Vegas, Stati Uniti         | Vince il titolo pesi gallo UFC.             |
| Vittoria  | 19-3   | Cory Sandhagen   | Sottomissione (rear-naked choke)   | UFC 250: Nunes vs. Spencer             | 6 giugno 2020    | 1     | 1:28  | Las Vegas, Stati Uniti         | Performance of the Night                    |
| Vittoria  | 18-3   | Pedro Munhoz     | Decisione (unanime)                | UFC 238: Cejudo vs. Moraes             | 8 giugno 2019    | 3     | 5:00  | Chicago, Stati Uniti           |                                             |
| Vittoria  | 17-3   | Jimmie Rivera    | Decisione (unanime)                | UFC on ESPN: Ngannou vs. Velasquez     | 17 febbraio 2019 | 3     | 5:00  | Phoenix, Stati Uniti           |                                             |
| Vittoria  | 16-3   | Cody Stamann     | Sottomissione (Suloev stretch)     | UFC 228: Woodley vs. Till              | 8 settembre 2018 | 2     | 3:42  | Dallas, Stati Uniti            |                                             |
| Vittoria  | 15-3   | Brett Johns      | Decisione (unanime)                | UFC Fight Night: Barboza vs. Lee       | 21 aprile 2018   | 3     | 5:00  | Atlantic City, Stati Uniti     |                                             |
| Sconfitta | 14-3   | Marlon Moraes    | KO (ginocchiata)                   | UFC Fight Night: Swanson vs. Ortega    | 9 dicembre 2017  | 1     | 1:07  | Fresno, Stati Uniti            |                                             |
| Vittoria  | 14-2   | Renan Barão      | Decisione (unanime)                | UFC 214: Cormier vs. Jones 2           | 29 luglio 2017   | 3     | 5:00  | Anaheim, Stati Uniti           | Incontro catchweight (140 lbs)              |
| Vittoria  | 13-2   | Augusto Mendes   | Decisione (unanime)                | UFC on Fox: Johnson vs. Reis           | 15 aprile 2017   | 3     | 5:00  | Kansas City, Stati Uniti       |                                             |
| Sconfitta | 12-2   | Raphael Assunção | Decisione (non unanime)            | UFC on Fox: Shevchenko vs. Peña        | 28 gennaio 2017  | 3     | 5:00  | Denver, Stati Uniti            |                                             |
| Sconfitta | 12-1   | Bryan Caraway    | Decisione (non unanime)            | UFC Fight Night: Almeida vs. Garbrandt | 29 maggio 2016   | 3     | 5:00  | Las Vegas, Stati Uniti         |                                             |
| Vittoria  | 12-0   | Johnny Eduardo   | Sottomissione (guillotine choke)   | UFC Fight Night: Namajunas vs. VanZant | 10 dicembre 2015 | 2     | 4:18  | Las Vegas, Stati Uniti         |                                             |
| Vittoria  | 11-0   | Takeya Mizugaki  | Sottomissione (arm-triangle choke) | UFC on Fox: Machida vs. Rockhold       | 18 aprile 2015   | 3     | 2:11  | Newark, Stati Uniti            |                                             |
| Vittoria  | 10-0   | Hugo Viana       | TKO (pugni)                        | UFC Fight Night: Cerrone vs. Miller    | 16 luglio 2014   | 3     | 3:50  | Atlantic City, Stati Uniti     |                                             |
| Vittoria  | 9-0    | Cody Gibson      | Decisione (unanime)                | UFC 170: Rousey vs. McMann             | 22 febbraio 2014 | 3     | 5:00  | Las Vegas, Stati Uniti         |                                             |
| Vittoria  | 8-0    | Joel Roberts     | Sottomissione (rear-naked choke)   | CFFC 30: Sterling vs. Roberts          | 2 novembre 2013  | 1     | 1:49  | King of Prussia, Stati Uniti   | Difende il titolo pesi gallo CFFC           |
| Vittoria  | 7-0    | Sidemar Honorio  | Sottomissione (rear-naked choke)   | CFFC 16: Williams vs. Jacoby           | 24 agosto 2012   | 2     | 4:05  | Atlantic City, Stati Uniti     | Difende il titolo pesi gallo CFFC           |
| Vittoria  | 6-0    | Casey Johnson    | Sottomissione (rear-naked choke)   | CFFC 14: No Mercy                      | 14 aprile 2012   | 3     | 2:11  | Atlantic City, Stati Uniti     | Difende il titolo pesi gallo CFFC           |
| Vittoria  | 5-0    | Sean Santella    | Decisione (unanime)                | CFFC 11: Danger Zone!                  | 22 ottobre 2011  | 5     | 5:00  | Atlantic City, Stati Uniti     | Vince il titolo pesi gallo CFFC             |
| Vittoria  | 4-0    | Evan Chmielski   | TKO (pugni)                        | CFFC 10: Black Eye                     | 23 luglio 2011   | 1     | 4:58  | Atlantic City, Stati Uniti     | Incontro pesi piuma                         |
| Vittoria  | 3-0    | Claudio Ledesma  | Decisione (non unanime)            | Ring of Combat 36                      | 17 giugno 2011   | 3     | 5:00  | Atlantic City, Stati Uniti     | Vince il titolo pesi gallo Ring of Combat   |
| Vittoria  | 2-0    | Harley Leimbach  | Sottomissione (rear-naked choke)   | EFC: Bragging Rights 2                 | 21 maggio 2011   | 1     | 4:01  | Erie, Stati Uniti              |                                             |
| Vittoria  | 1-0    | Sergio da Silva  | Decisione (unanime)                | UCC 4: Supremacy                       | 22 aprile 2011   | 3     | 5:00  | Morristown, Stati Uniti        |                                             |